# Nhà máy nhiệt điện
Nhà máy điện nhiệt là một nhà máy điện, trong đó hóa năng của nhiên liệu biến thành nhiệt năng cấp nhiệt cho nước để biến thành hơi. Nước được đun nóng, chuyển thành hơi nước và quay một tua bin hơi nước và tuabin này làm chạy một máy phát điện. Sau khi đi qua tuabin, hơi nước được ngưng tụ trong bình ngưng và tuần hoàn lại đến nơi mà nó đã được làm nóng, quá trình này được gọi là chu trình Rankine. Khác biệt lớn nhất trong thiết kế của nhà máy nhiệt điện là do các nguồn nhiên liệu khác nhau. Một số thiết kế thích sử dụng thuật ngữ trung tâm năng lượng hạn bởi vì các cơ sở đó chuyển đổi hình thức của năng lượng từ nhiệt năng thành điện năng. Một số nhà máy nhiệt điện cũng cung cấp năng lượng nhiệt cho mục đích công nghiệp, để sưởi ấm, hoặc để khử muối trong nước cũng như cung cấp năng lượng điện. Một tỷ lệ lớn khí CO2 được tạo ra từ việc đốt nhiên liệu hóa thạch ở các nhà máy nhiệt điện gây ảnh huởng rất lớn đến bầu không khí sống của con người.Vì vậy nhà máy nhiệt điện luôn được hạn chế sử dụng một cách tối ưu để giảm tác hại của khí thải công nghiệp.